# Franco Cangini
Franco Cangini, all'anagrafe Francesco Cangini (Pescara, 27 settembre 1934 – San Gimignano, 8 ottobre 2017), è stato un giornalista italiano.

## Biografia
Iniziò la carriera giornalistica negli anni '60. È stato direttore de Il Resto del Carlino dal 1985 al 1987, condirettore de Il Giornale di Montanelli nei primi mesi del 1989, e direttore de Il Tempo dal giugno 1989 al marzo 1991. Quindi è stato editorialista di QN Quotidiano Nazionale.
Durante le trasmissioni televisive politiche era solito farsi notare per le sue domande abbastanza pungenti.
Simpatizzante del Movimento Sociale Italiano, alla sua morte volle farsi seppellire in camicia nera. Era il padre di Andrea Cangini, senatore della Repubblica per Forza Italia nella XVIII legislatura.

## Opere
- Storia della prima Repubblica, Newton Compton, 1996